# Carlo Coccia

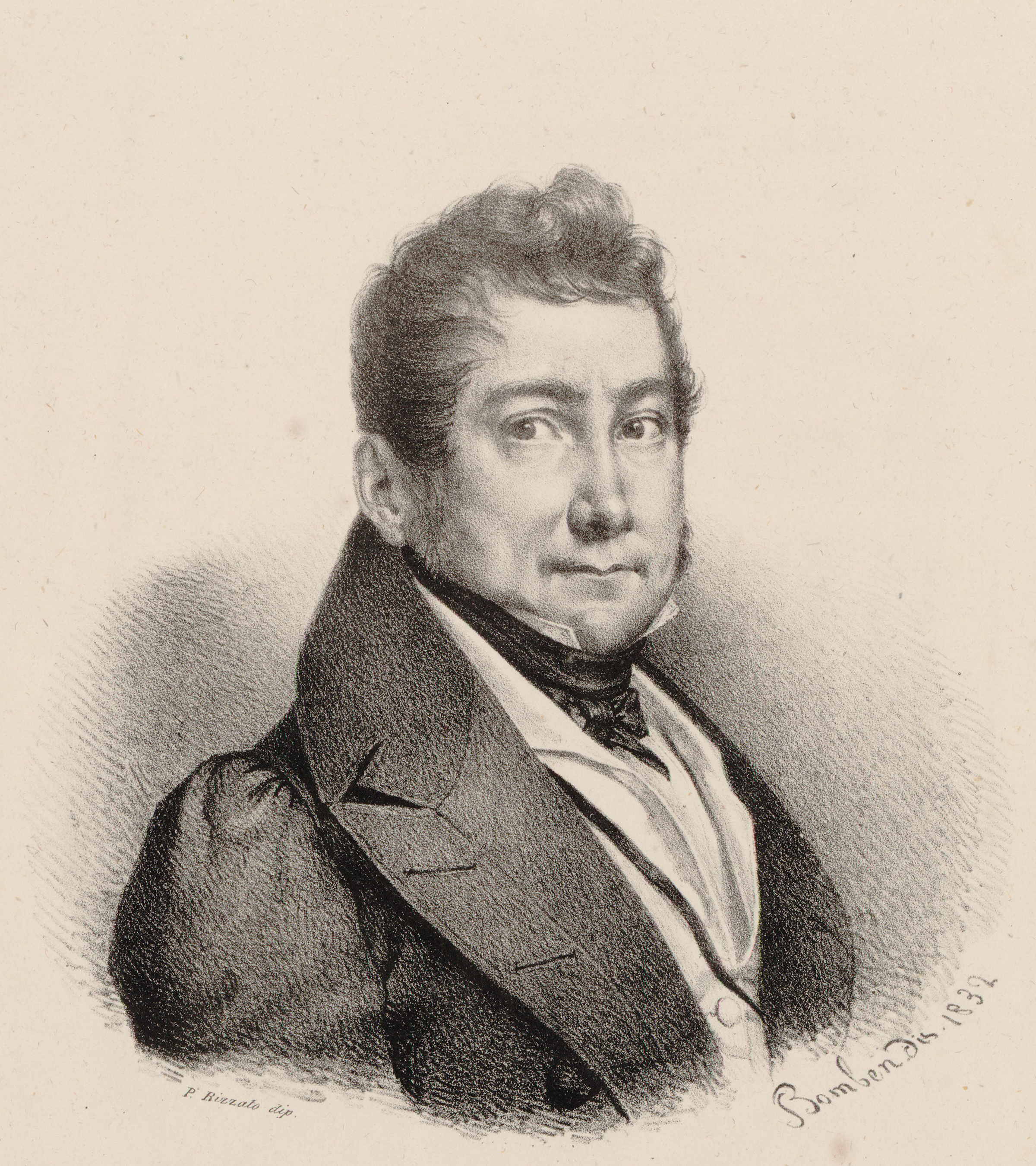
Carlo Coccia (1832)

Carlo Coccia (* 14. April 1782 in Neapel; † 13. April 1873 in Novara) war ein italienischer Opernkomponist und Kirchenmusiker.

## Leben
Carlo Coccia entstammte einer Musikerfamilie, sein Vater war der namhafte Violinist Nicola Coccia. Seine musikalische Ausbildung erhielt er am Conservatorio di Santa Maria di Loreto in Neapel, wo er von Fedele Fenaroli und Pietro Casella (1769–1843) unterrichtet wurde. Ab dem Alter von 10 Jahren wurde er von Giovanni Paisiello unterrichtet. Später hielt er sich abwechselnd in Lissabon und London auf, kehrte zuletzt jedoch nach Italien zurück und wurde 1828 zum Direktor der musikalischen Akademie in Turin ernannt. 1840 wurde er Domkapellmeister in Novara, wo er sich fast ausschließlich dem Unterrichten und der Komposition von Kirchenmusik widmete.
Zu seinen Werken zählen zahlreiche Opern, darunter Arrighetto, Rinaldo d’Asti, Claudina, Mandane, Maria Stuarda, Rosamunda, Clotilde und Enrico di Monfort. Ebenfalls war Coccia an der von Giuseppe Verdi angeregten Messa per Rossini (1868/69) beteiligt; von ihm stammen Lacrimosa und Amen.